# Michael Rabin (violist)
Michael Rabin (New York, 2 mei 1936 – New York, 19 januari 1972) was een Amerikaans violist.

## Levensloop
Michael Rabin was van Joods-Roemeense afkomst. Zijn moeder Jeanne was een pianiste, oud-studente van de Juilliard School of Music. Zijn vader George Rabin was violist bij de New York Philharmonic Orchestra.
Aangemoedigd door zijn ouders, begon Michael Rabin viool aan te leren op zijn zevende. Na lessen bij Jascha Heifetz, nam hij op diens advies Ivan Galamian als zijn leermeester. Naast de lessen door Galamian, volgde hij in New York ook lessen in de Meadowmount School of Music en de Juilliard School.
Toen hij dertien werd gaf hij in januari 1950 zijn eerste concert als solist in Carnegie Hall met de National Orchestral Association, gedirigeerd door Léon Barzin. Hij speelde het Concerto n° 5 van Henri Vieuxtemps.
Na optredens als jonge belofte met verschillende orkesten, begon hij als vijftienjarige helemaal aan zijn carrière met zijn debuut op 29 november 1951 in Carnegie Hall, met de New York Philharmonic, gedirigeerd door Dimitri Mitropoulos. Hij vertolkte toen het concerto in D groot van Niccolò Paganini. Toen hij in 1958 de Caprices van Paganini op plaat opnam, werd dit door muziekcritici beschreven als de meest indrukwekkende opname van dit werk.
In Londen concerteerde hij voor het eerst op 13 december 1954, samen met de BBC Symphony Orchestra. Hij vertolkte in de Royal Albert Hall het Concerto in D van Pjotr Iljitsj Tsjaikovski.
Hij nam talrijke vertolkingen op, zoals:
- concerto's van Felix Mendelssohn Bartholdy,
- concerto's van Aleksandr Glazoenov,
- concerto's van Niccolò Paganini,
- concerto's van Henryk Wieniawski,
- concerto's van Pjotr Iljitsj Tsjaikovski,
- de 'Caprices' voor vioolsolo van Niccolò Paganini,
- sonates voor viool van Johann Sebastian Bach,
- sonates voor viool van Eugène Ysaÿe.

Rabin speelde in wat men een belcantostijl noemde. Hij bespeelde de viool genaamd "Kubelik", een Guarnerius del Gesù uit 1735. Hij maakte uitgebreide tournees in de Verenigde Staten, Europa, Zuid-Amerika, Zuid-Afrika en Australië.
Tijdens een concert in Carnegie Hall viel hij plots voorover. Dit was een eerste signaal van een neurologisch probleem. Hij was amper vijfendertig toen hij overleed in zijn appartement in New York. Hij werd beschreven als een van de meest getalenteerde maar ook een van de meest tragische violisten van zijn generatie.